# Pressió jugular

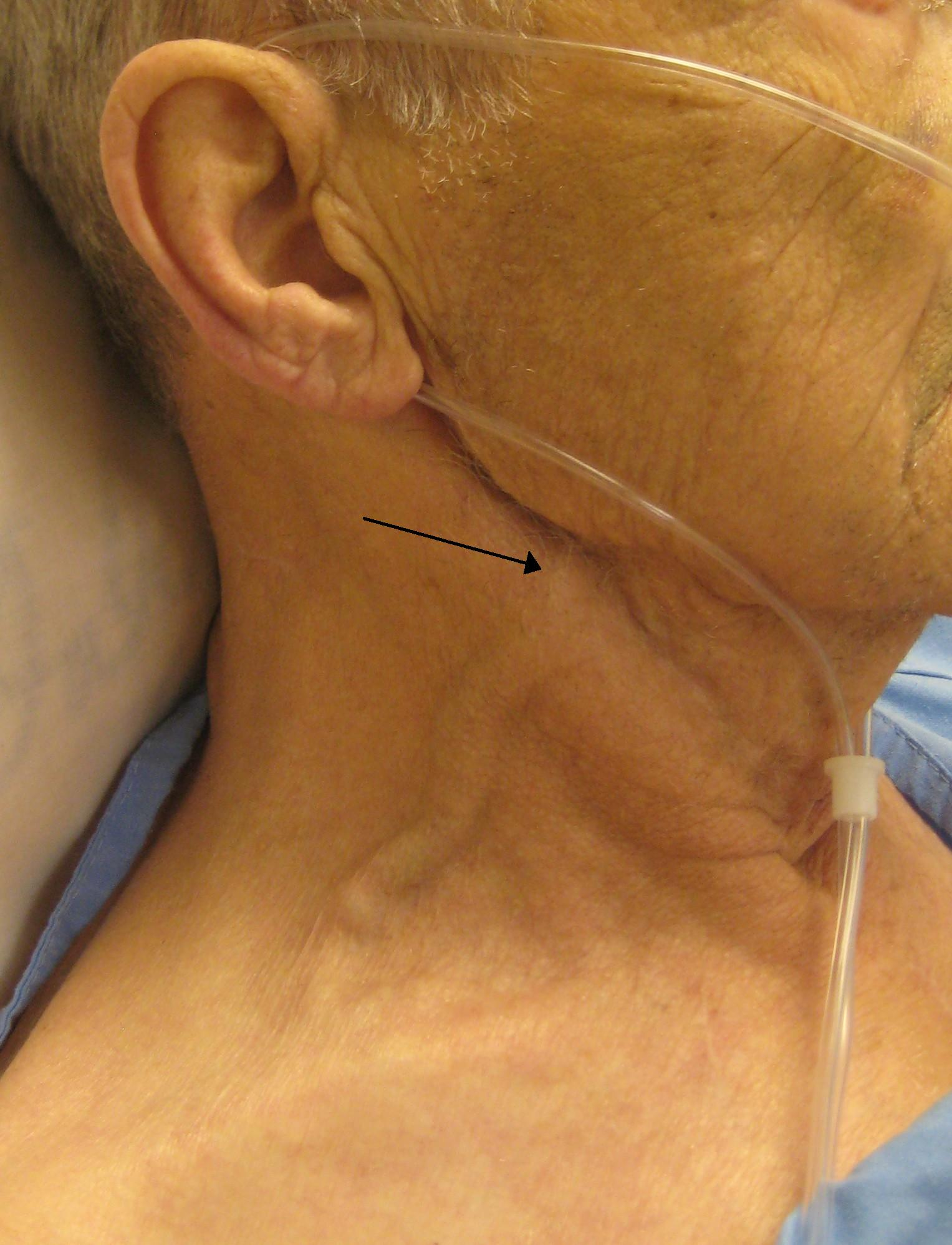
Un home amb insuficiència cardíaca i una marcada distensió de la vena jugular externa, assenyalada per una fletxa.

La pressió jugular és la pressió indirectament observada sobre el sistema venós mitjançant la visualització de la vena jugular interna. Pot ser útil per diferenciar distintes formes de malalties del cor i del pulmó. S'han descrit tres desviacions a l'alça i dues desviacions a la baixa, respecte a la gràfica normal: 
- Les desviacions a l'alça són l'"a" (o contracció atrial), "c" (contracció ventricular i resultant de les protuberàncies de la tricúspide a l'aurícula dreta durant la sístole isovolumètrica) i "v" = ompliment venós auricular.
- Les desviacions a la baixa de l'ona són l'"x" (l'atri es relaxa i la vàlvula tricúspide descendeix) i el "y" descens (ompliment del ventricle després de l'obertura de la tricúspide).